# Melophorus anderseni
Melophorus anderseni är en myrart som beskrevs av Agosti 1997. Melophorus anderseni ingår i släktet Melophorus och familjen myror. Inga underarter finns listade i Catalogue of Life.

## Bildgalleri

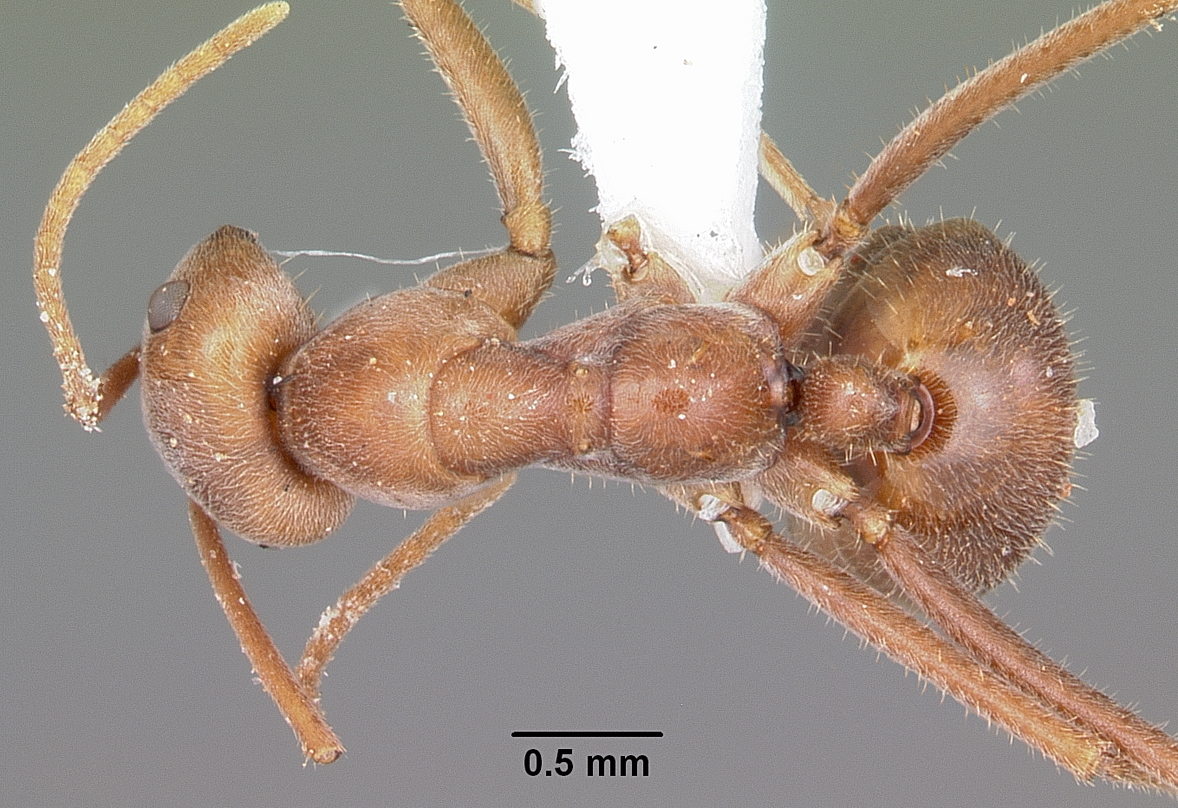
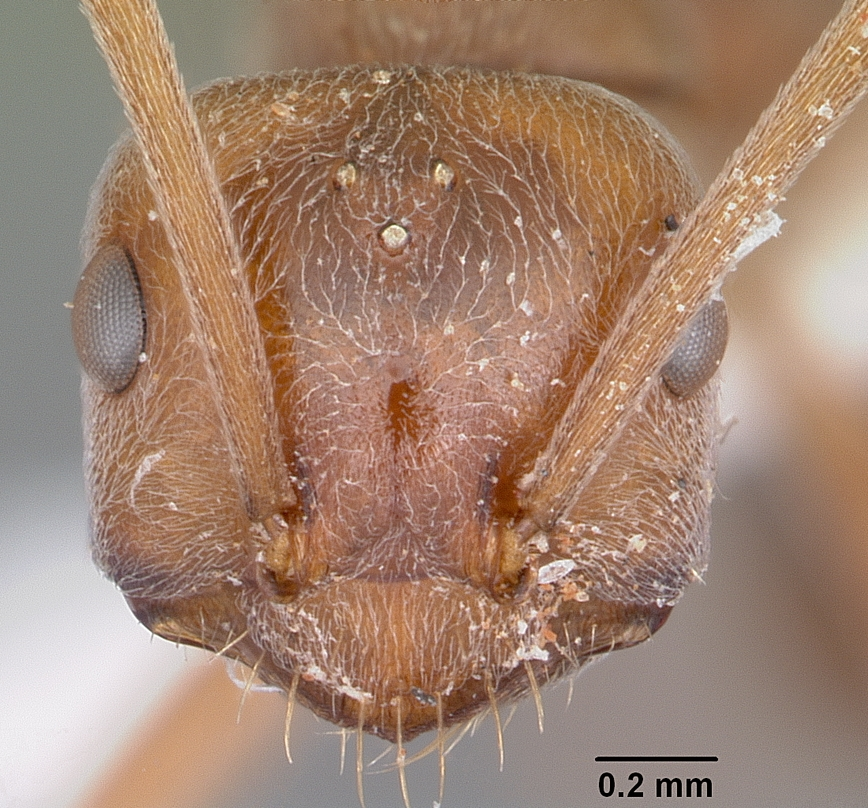
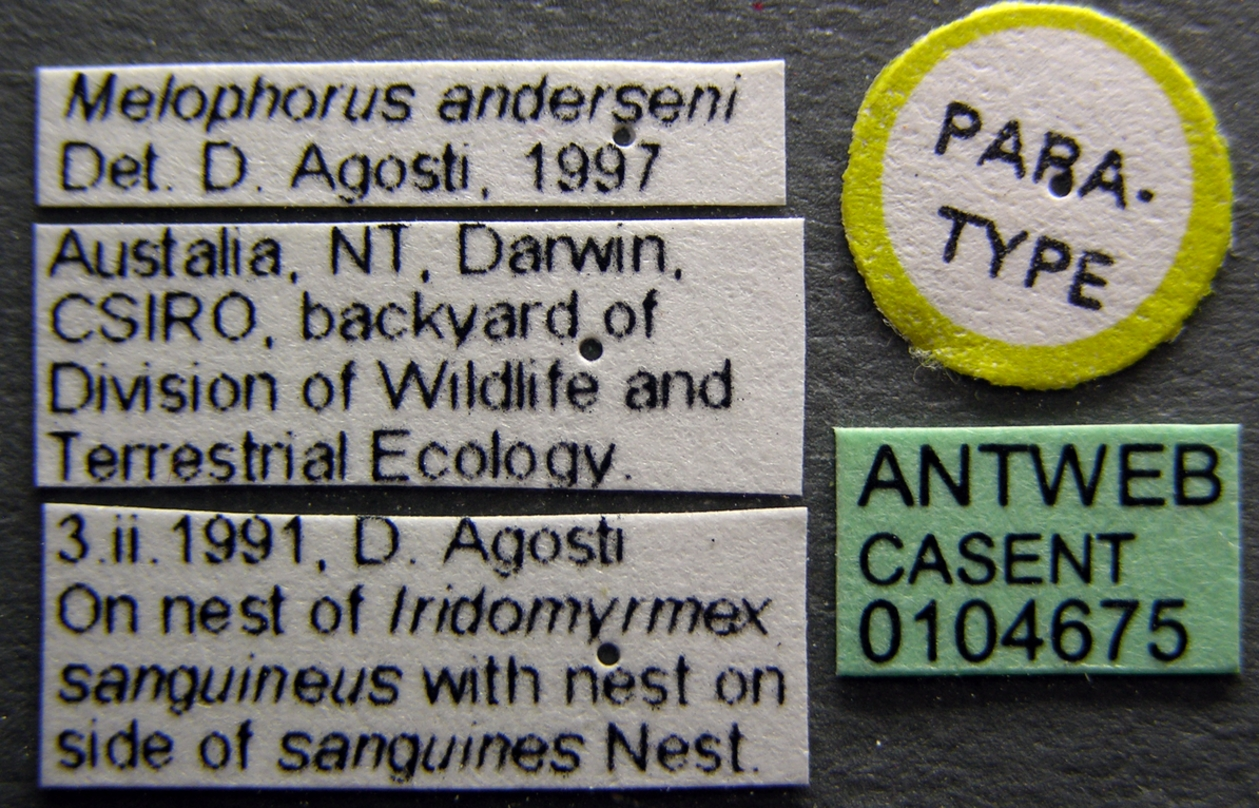
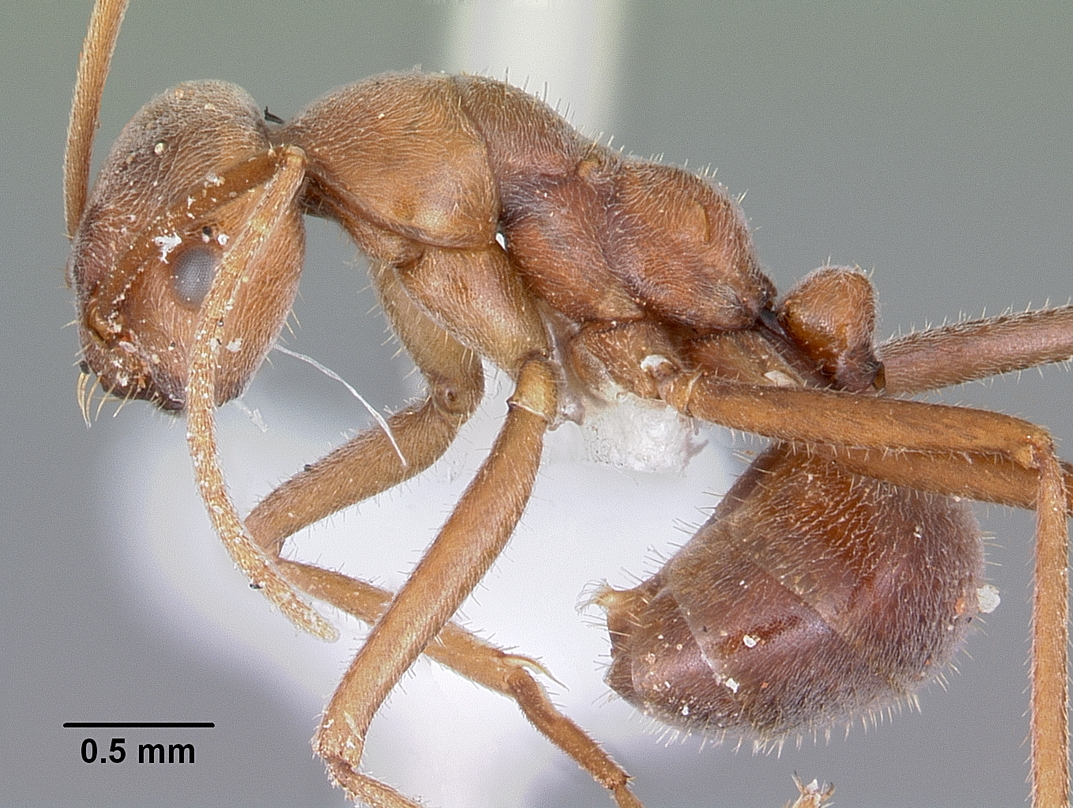
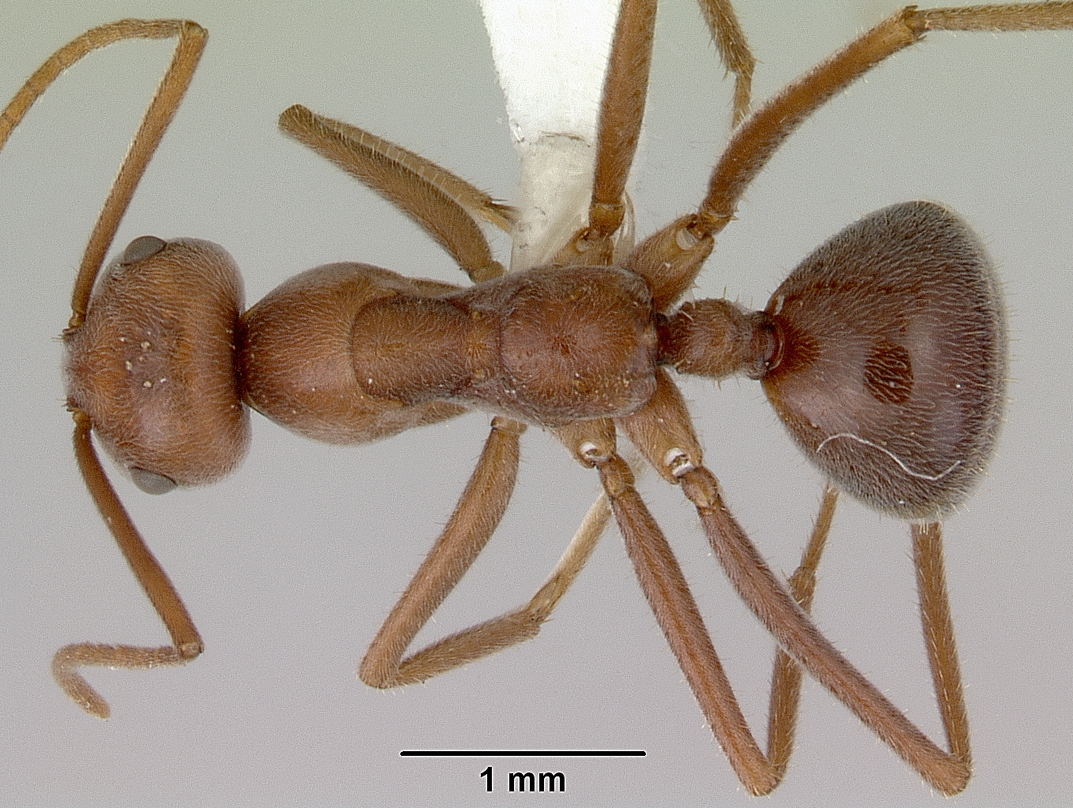
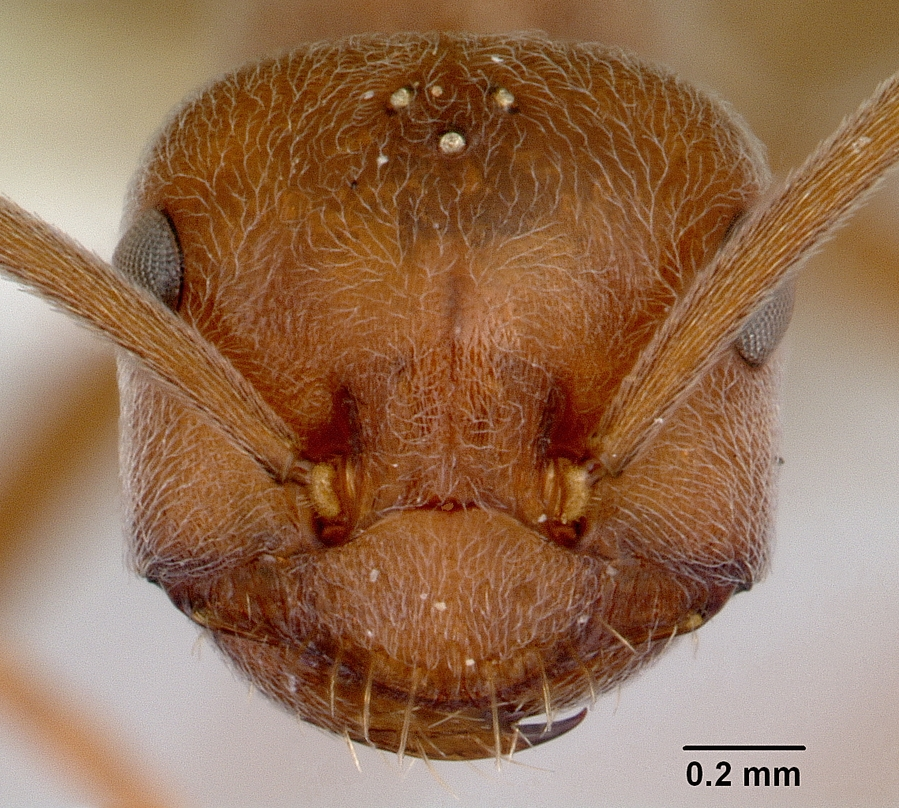